# Климент VI
Климент VI (лат. Clemens PP. VI, в миру — Пьер Роже де Бофор-Тюренн, фр. Pierre Roger de Beaufort-Turenne; 1291 — 6 декабря 1352) — папа римский с 7 мая 1342 года по 6 декабря 1352 года. Четвёртый папа периода Авиньонского пленения.

## Биография
Пьер Роже де Бофор родился в замке Момон (возле Лиможа, Франция) в дворянской семье сеньора Розье-д’Эглетон. Вступил в орден бенедиктинцев ещё мальчиком, учился в Коллеж Сорбонна в Париже. Занимал должности аббата бенедиктинского аббатства Святой Троицы в Фекане (1326—1328), епископа Арраса (1328—1329), архиепископа Санса (1329—1330) и архиепископа Руана и примаса Нормандии (1330—1338), канцлера Франции (1335). В 1338 году получил кардинальскую шапку и стал кардиналом-священником с титулом церкви Санти-Нерео-эд-Акиллео. Был всесторонне образован, обладал прекрасными манерами и незаурядными дипломатическими способностями.
Его коронация в Авиньоне состоялась 19 мая 1342 года. Во время своего понтификата он назначил 25 кардиналов, среди них 19 из Южной Франции, его родины. Восемь из них были его племянниками, в том числе Пьер Роже де Бофор, в будущем папа римский под именем Григорий XI.
Климент VI издал буллу Unigenitus Dei filius 27 января 1343 года, чтобы оправдать власть папы и использование индульгенций. Этот документ впоследствии будет использоваться при оправдании индульгенций, после того как Мартин Лютер прибил свои 95 тезисов к церкви в Виттенберге в 1517 году.
После смерти Людвига Баварского признал избрание германским королём Карла IV. В 1347 году Климент VI выкупил Авиньон вместе с прилегавшими к нему имениями за 80 тысяч золотых флоринов у его владелицы Иоанны I, графини Прованса и королевы Неаполя. Таким образом Папа намеревался закрепить южные границы папского государства. Горячка, которая охватила многие города Италии, добивавшиеся независимости и республиканского устройства, коснулась и папского Рима.
Климент также вёл споры с королём Англии Эдуардом III по поводу посягательств последнего на церковную юрисдикцию, и с королями Кастилии и Арагона. Он вёл бесплодные переговоры о воссоединении с армянской церковью и примирению с византийским императором, Иоанном VI Кантакузином. Климент отлучил короля Польши Казимира III и сделал Прагу архиепископством в 1344 году.
В 1342 году новоизбранного папу Климента VI приветствовал в Авиньоне от имени города Рима молодой Кола ди Риенцо, сын хозяина постоялого двора, талантливый оратор. Папа назначил его городским нотариусом Рима. Тремя годами позднее ди Риенцо стал вождём римского народного восстания и мечтал о возвращении Риму былого блеска. Его безграничное честолюбие вызвало в конце концов недовольство народа, который вынудил своего трибуна покинуть город.
Климент VI, располагавший огромными доходами, был щедрым меценатом для людей искусства и писателей. В Авиньоне чувствовалось свежее дуновение нарождавшегося Ренессанса. Папа отдал Франческо Петрарке доходы канониката в Пизе и поручил ему собирание произведений классиков для папской библиотеки. Благодаря щедрости папы развивалось творчество художника Симоне Мартини (1284—1344) — предтечи Возрождения. В Риме Климент VI организовал изучение классических языков: греческого и цицероновской латыни. В Авиньоне он созвал комиссию учёных-астрономов, которые были призваны провести коррекцию действующего юлианского календаря, введённого в 46 г. до н. э. Юлием Цезарем.
Мерам папы по преобразованию Авиньона в столицу культуры, искусства и науки помешала занесённая с Востока «чёрная смерть» — чума, которая в середине XIV века собрала ужасающий урожай. Вследствие эпидемии и вызванного ею голода погибла треть населения Европы. «Чёрная смерть» не обошла и Авиньон, где унесла жизни половины жителей. Климент VI купил участок под кладбище, но оно быстро переполнилось, и поэтому папа освятил реку, в которую сбрасывали трупы. Папа и курия закрылись во дворце, а сам Климент VI все время сидел между двумя жаровнями, в которых постоянно поддерживался огонь.  Одним из следствий эпидемии было усиление религиозных движений мистико-фанатического характера. Одни призывали к погромам еврейского населения, которое обвинялось в «насылании заразы». Другие, так называемые бичующиеся, проводили публичные покаяния в форме паломничества и процессий полуобнажённых бичующих друг друга людей. Буллы Климента VI решительно осуждали обе практики и обязывали духовенство брать евреев под защиту. Однако не везде это распоряжение выполнялось духовенством и церковными иерархами. В 1350 в Авиньоне был торжественно отмечен очередной юбилей Рождества Христова.
2 декабря 1352 года колокольня Святого Петра была подожжена ударом молнии. Все колокола упали на землю, разбились и расплавились, будто бы перемешанные в тигле. Спустя несколько дней пришла весть о том, что папа Климент скончался. Бригитта Шведская писала об этом от лица Бога: «Услышьте теперь! Колокола пылают, и люди кричат: Государь наш мертв, государь наш Папа покинул нас; благословен будь сей день, но не благословен сей государь. Как странно, ибо кричать им было б уместно — Да благословит Господь нашего государя жизнью длинной и благополучной; а они кричат и приговаривают с радостью:  Упал он, и пусть не встанет никогда!. Но не странно это, ибо сам он, которому следовало б восклицать: Придите ко мне и обретите покой в душах своих,  призывал всех: Придите ко мне и поклонитесь ко мне, живущему в роскоши и славе более, чем у царя Соломона были. Придите ко двору моему, и опустошите кошели свои, и мы найдем прощение вашим душам. Так кричал он и устами и пергаментами своими. По сему и Моему гневу пришло время, и буду судить я его как одного из тех, кто разгонял стада святого Петра. О, что за суд ожидает его! Но всё же, если он успеет обратиться ко Мне, я приду к нему и встречу на полпути, как заботливый отче».
В отличие от цистерцианца Бенедикта XII, Климент VI действительно вёл роскошный образ жизни. После избрания папой он якобы сказал: «Мои предшественники не знали, как быть папой». По его собственным словам, он «жил как грешник среди грешников». Он купил огромные гобелены, чтобы украсить каменные стены папского дворца в Авиньоне, привлёк музыкантов из северной Франции.